# Mieszczanie z Calais

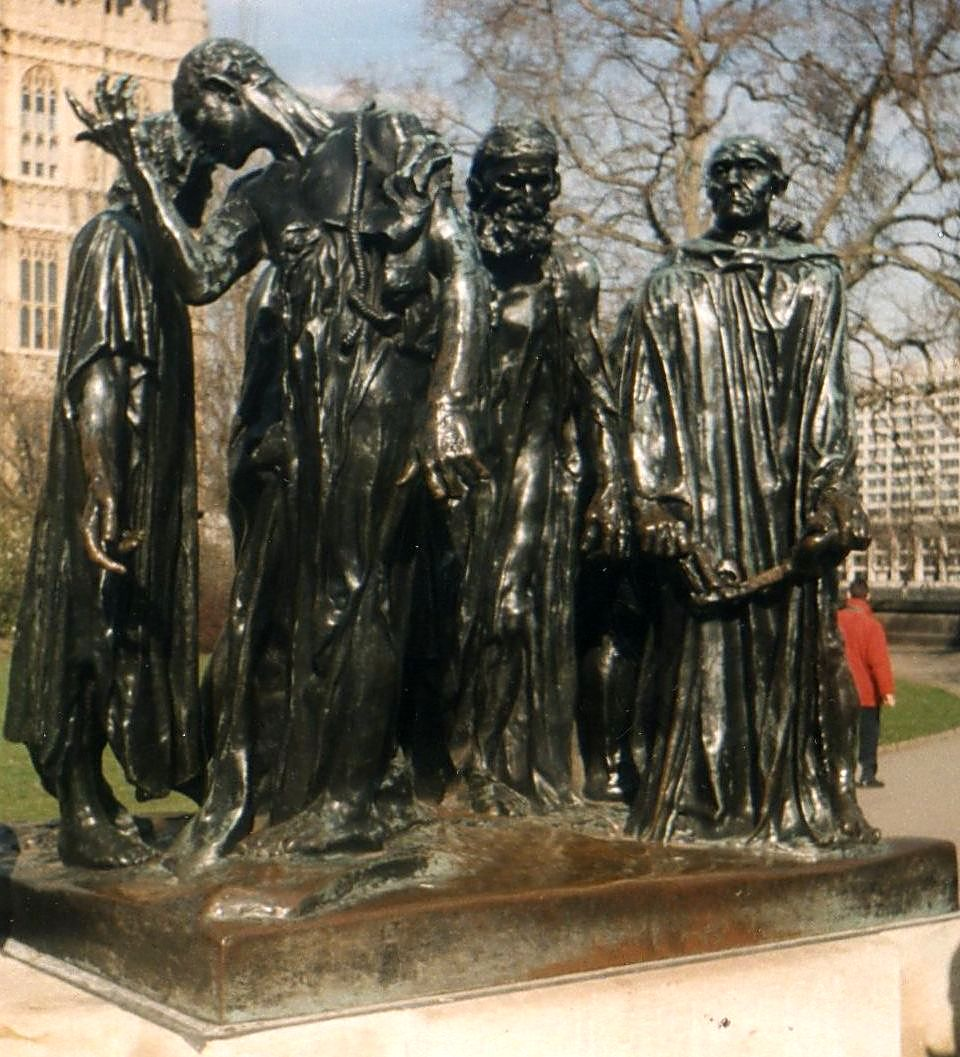
Mieszczanie z Calais Augusta Rodina przed budynkiem londyńskiego parlamentu

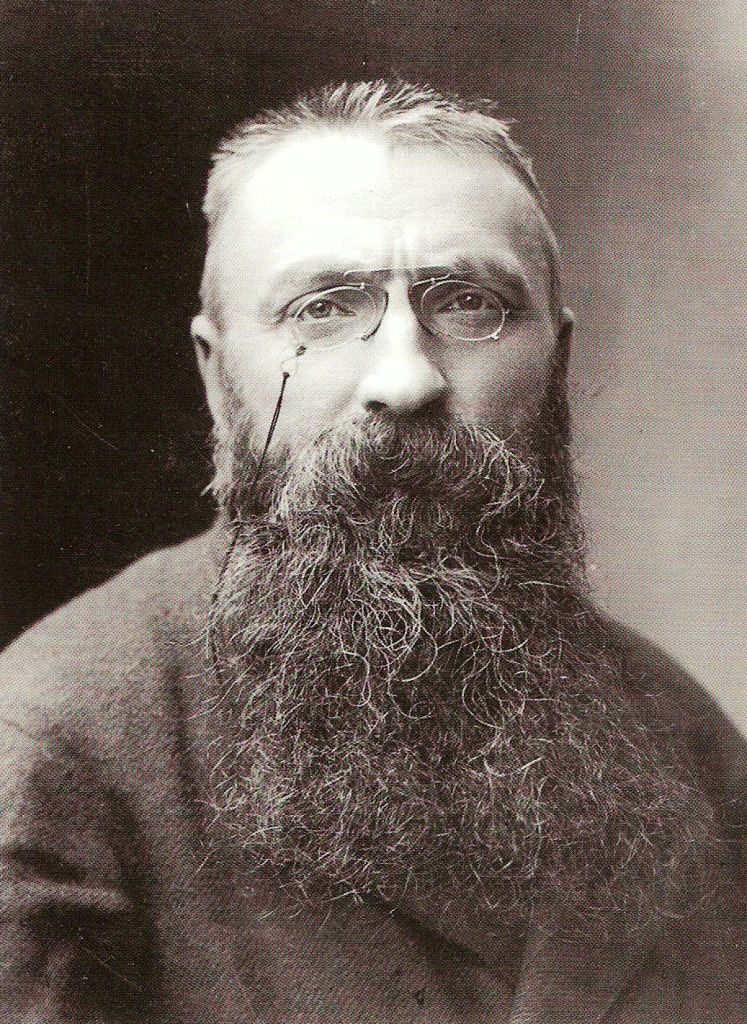
Auguste Rodin

Mieszczanie z Calais – grupowa rzeźba Augusta Rodina. Zamówienie na nią od miasta Calais otrzymał artysta w 1885 roku. W zamyśle ojców miasta miał to być pomnik honorujący jego bohaterskich obywateli. Od drugiej połowy XVIII wieku (oświecenie), do początku wieku XX (ekspresjonizm), rosło  wśród artystów europejskich zainteresowanie rodzimą historią. Tematem tym zajmowali się często francuscy i angielscy twórcy.

## Tło historyczne

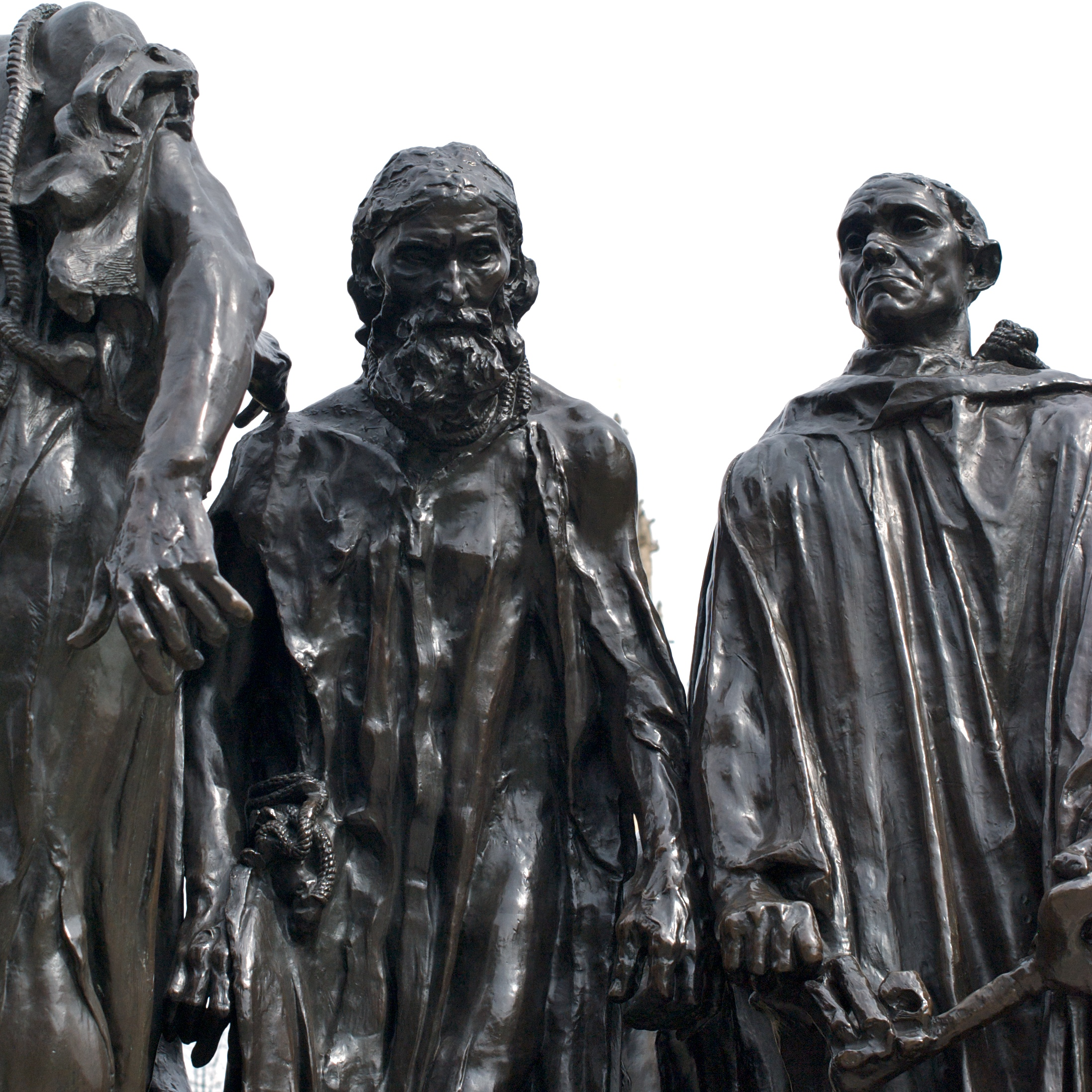

W czasie wojny stuletniej w czerwcu 1346 Edward III król Anglii wylądował na francuskim brzegu pod Calais. Przez następne miesiące oblegał miasto. Odsiecz króla Filipa VI w sierpniu 1347 nie udała się i sytuacja miasta stała się beznadziejna. Calais groziła bezwarunkowa kapitulacja, splądrowanie i zniszczenie. Wówczas, według kroniki Jeana Froissarta, 4 sierpnia 1347 grupa sześciu szlachetnych, powszechnie szanowanych obywateli oddała się dobrowolnie w charakterze zakładników w ręce oblegających. Eustache de Saint-Pierre jako pierwszy, następnie Jean d'Aire, Jacques i Pierre de Wissant, Jean de Fiennes i Andrieus d'Andres. Boso, każdy tylko w jednej koszuli, ze sznurem na szyi, stanęli przed królem Anglii. Byli gotowi oddać życie za miasto. Edward III zamierzał ich stracić w ramach zadośćuczynienia za poniesione podczas oblężenia straty. Tylko błagania królewskiej małżonki Filipy uratowały im życie.

## Rzeźba

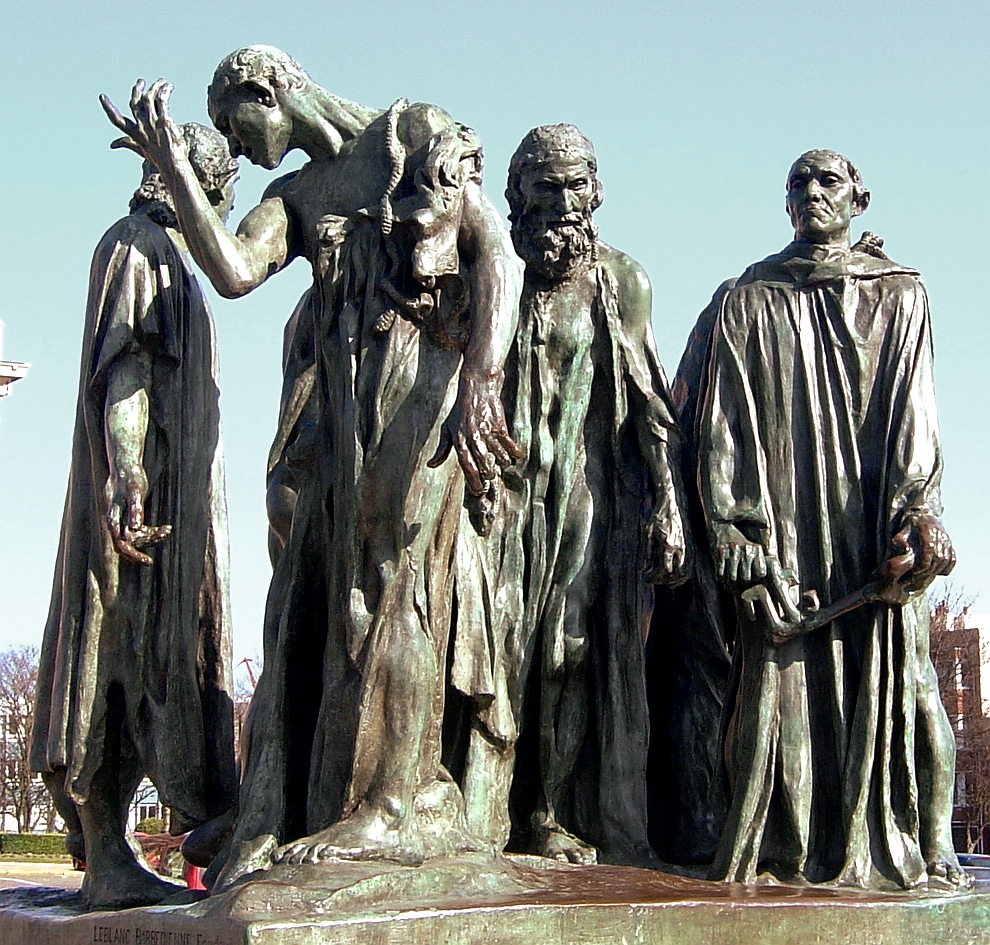
Mieszczanie na placu przed ratuszem w Calais

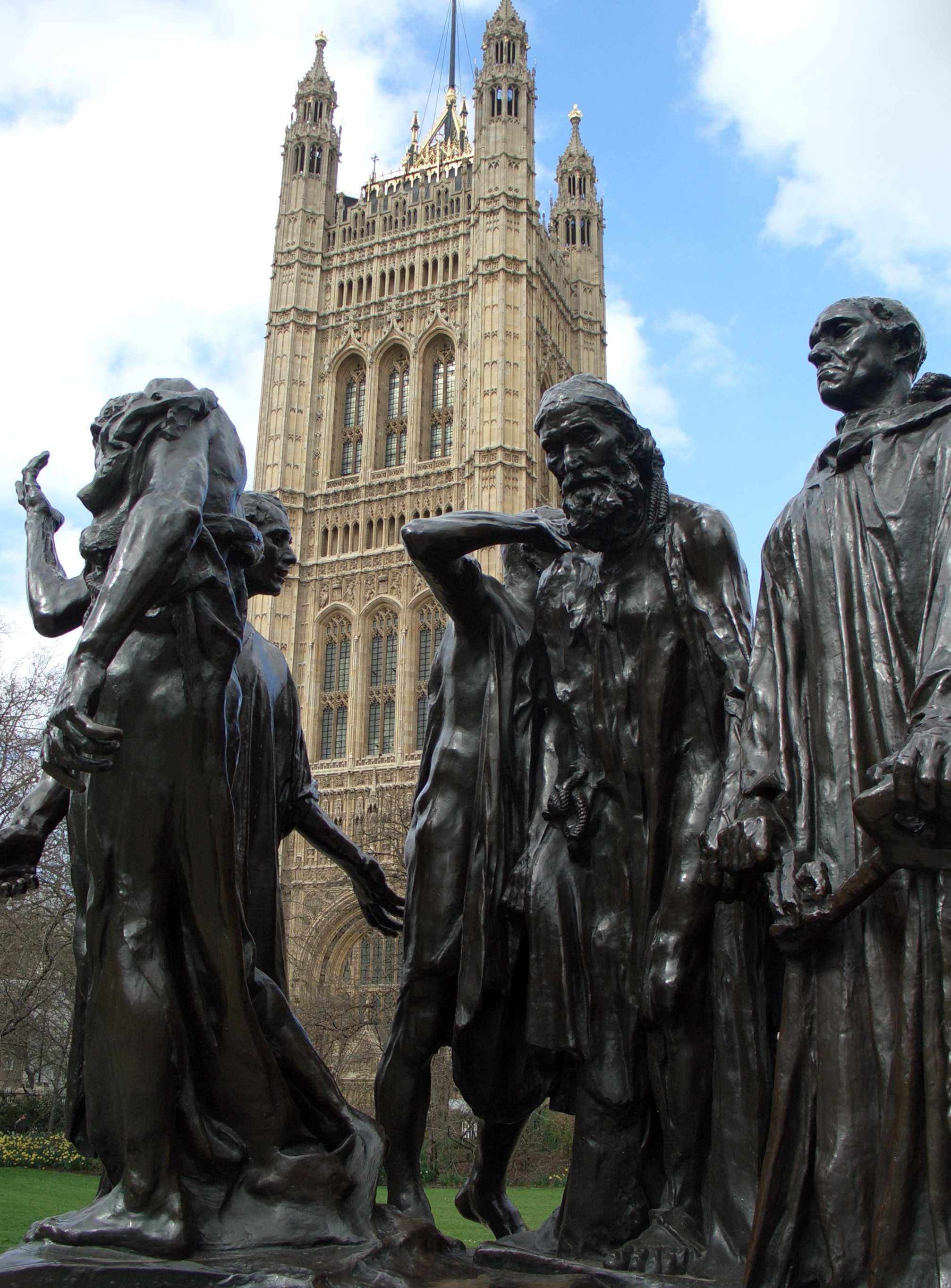
Mieszczanie z Calais przed budynkiem londyńskiego parlamentu

W 1884 roku rada miasta Calais postanowiła wznieść monument dla upamiętnienia Eustache’a de Saint-Pierre’a i jego współtowarzyszy. W 1885 zleciła jego realizację w brązie Rodinowi. Gliniany model rzeźby był gotowy już w roku 1889, jednak na skutek sporów i trudności finansowych, projekt mógł być zrealizowany dopiero w 1895.
Różnice zdań dotyczyły głównie miejsca dla monumentu, a nie rodzaju jego podstawy (cokołu), jak to od początku XX wieku sugerowano, fałszywie interpretując wypowiedzi samego Rodina. Dla swojego pierwotnego pomysłu, by pomnik ustawić na wysokości wzroku widza, na niskim, ale wyrazistym cokole, proponował Rodin jako alternatywę cokół o wys. 180 cm, co spotkało się z przychylnością komitetu budowy.
Forma monumentu jaką zaproponował Rodin, odbiegała jednak znacznie od ówczesnych norm estetycznych obowiązujących dla rzeźb pomnikowych. Stanowiła wtedy rewolucyjne rozwiązanie. Mówiło się wówczas wielokrotnie o „demokratyzacji” rzeźby, a rzeźby pomnikowej w szczególności, poprzez rezygnację z postaci centralnej i „zdjęcie pomnika z cokołu” w sensie dosłownym. Po wielu dyskusjach i różnych propozycjach autora, w roku 1895 Mieszczan zmontowano na gotyzującym kamiennym cokole naprzeciw ogrodu Jardin du Front Sud i dokonano uroczystego odsłonięcia. W 1924 już po śmierci artysty cokół usunięto powracając w tym do pierwotnej koncepcji. Dopiero w roku 1945 rzeźba została umieszczona na placu przed ratuszem miasta Calais.
Na rzeźbę składa się sześć odlanych w brązie postaci wielkości naturalnej. Całość ma wymiary: 210 × 190 × 140 cm. Na świecie istnieje 12 realizacji (odlewów) tego dzieła. Za życia Rodina odlane zostały 4. Dwunasty odlew z 1995 roku jest na mocy decyzji urzędowej definitywnie ostatnim.
Odlew Mieszczan stojący w Londynie w pobliżu Parlamentu, umieszczony jest na niewysokim cokole (ok.70 cm).

## Miejsca
Miejsca, w których znajdują się odlewy pomnika:
1. Calais, place de l’hôtel de ville, 1895.
2. Kopenhaga, Ny Carlsberg Glyptotek, 1903.
3. Mariemont (Belgia), Musée Royal, 1905.
4. Londyn, ogród przy Parlamencie, odlew z 1908, ustawiony w 1915.
5. Filadelfia, Rodin Museum, odlew między 1919 i 1922, ustawiony w 1925.
6. Paryż, Musée Rodin, odlew z 1926, przejęty przez muzeum w 1955.
7. Bazylea, Kunstmuseum, odlew z 1943, ustawiony w 1948.
8. Waszyngton, Hirshhorn Museum and Sculpture Garden, odlew z 1943, ustawiony 1966.
9. Tokio, Narodowe Muzeum Sztuki Zachodu, odlew z 1953, ustawiony w 1959.
10. Pasadena, Norton Simon Museum, ustawiony w 1969.
11. Nowy Jork, Metropolitan Museum of Art, odlew z 1985, ustawiony w 1989.
12. Seul, Rodin-Galerie, ustawiony w 1995.